# Koňský postroj

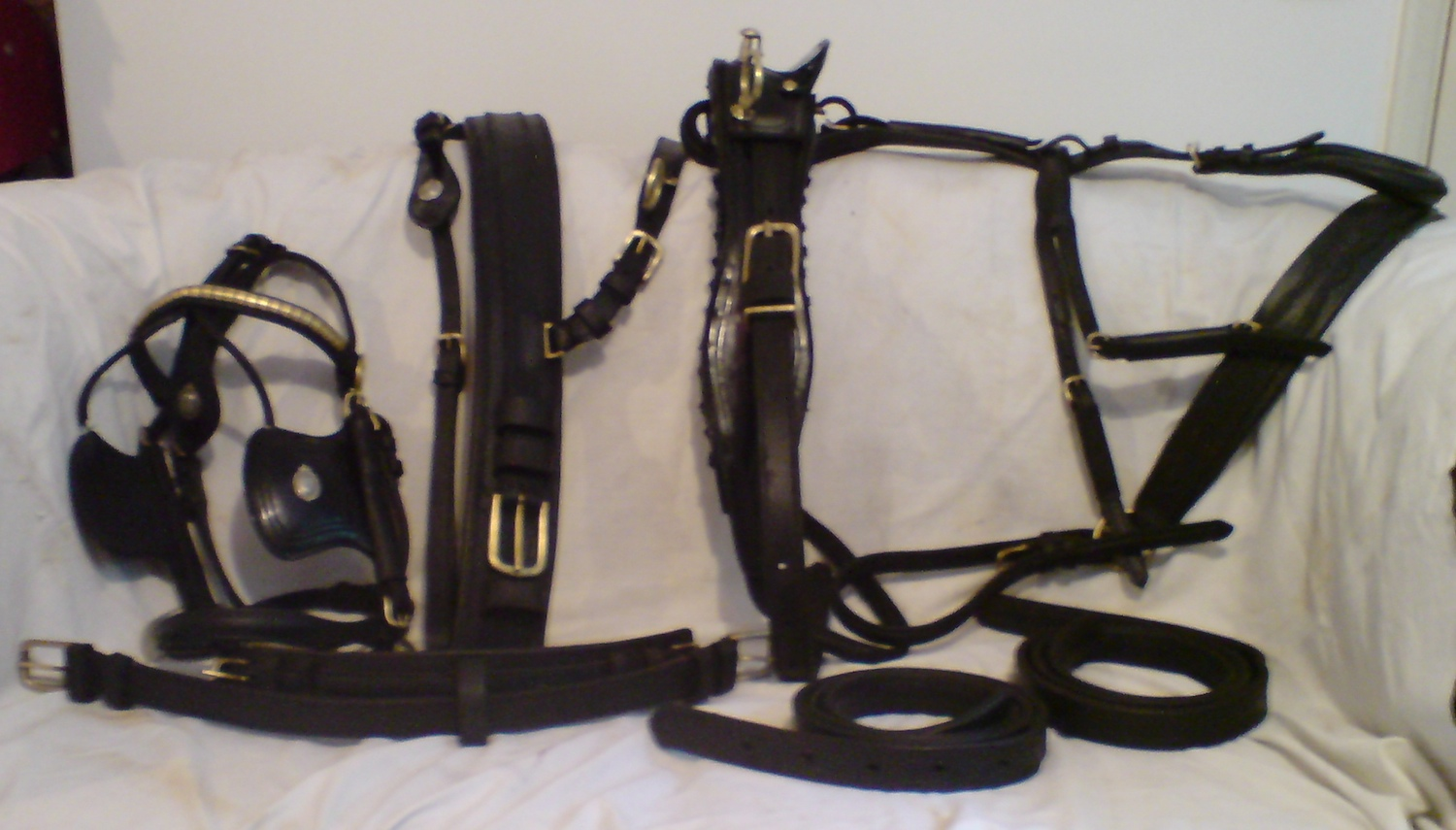
Koňský postroj

Koňský postroj je nastavitelná konstrukce vyrobená z kůže, díky které může kůň táhnout i těžký náklad.
Postroj má být zcela přizpůsoben koňskému tělu. Špatně padnoucí postroj může koni nejen ztěžovat pohyb, pravidelné dýchání či působit oděrky, ale také ho zbytečně znervózňovat, což může být například pro posádku povozu nebo při stahování dřeva v lese nepříjemné i nebezpečné.
Součásti postroje:
- ohlávka s udidlem
- opratě
- náhřbetník
- chomout
- ojky
- podpínka
- náhřivník
- náojní očko
- poprsnice
- nákrčník s kroužky pro opratě
- postraňky
- podocasník
- nákřižník